# ترینا مایکلز
ترینا مایکلز(انگلیسی: Trina Michaels) ؛ (زاده ۱۳ ژانویهٔ ۱۹۸۳) با نام اصلی کاترین آن والاس یک بازیگر پورنوگرافی اهل ایالات متحده آمریکا است.
او اولین صحنه خود را در ماه مه سال 2004 فیلمبرداری کرد.